# ریچارد هرز
ریچارد هرز (آلمانی: Richard Herz؛ ۲۱ ژوئیهٔ ۱۸۶۷ – ۱۸ نوامبر ۱۹۳۶) شیمیدان اهل آلمان بود و شهرت وی به دلیل کشف واکنش هرز در شیمی آلی است.